# 石塚義将

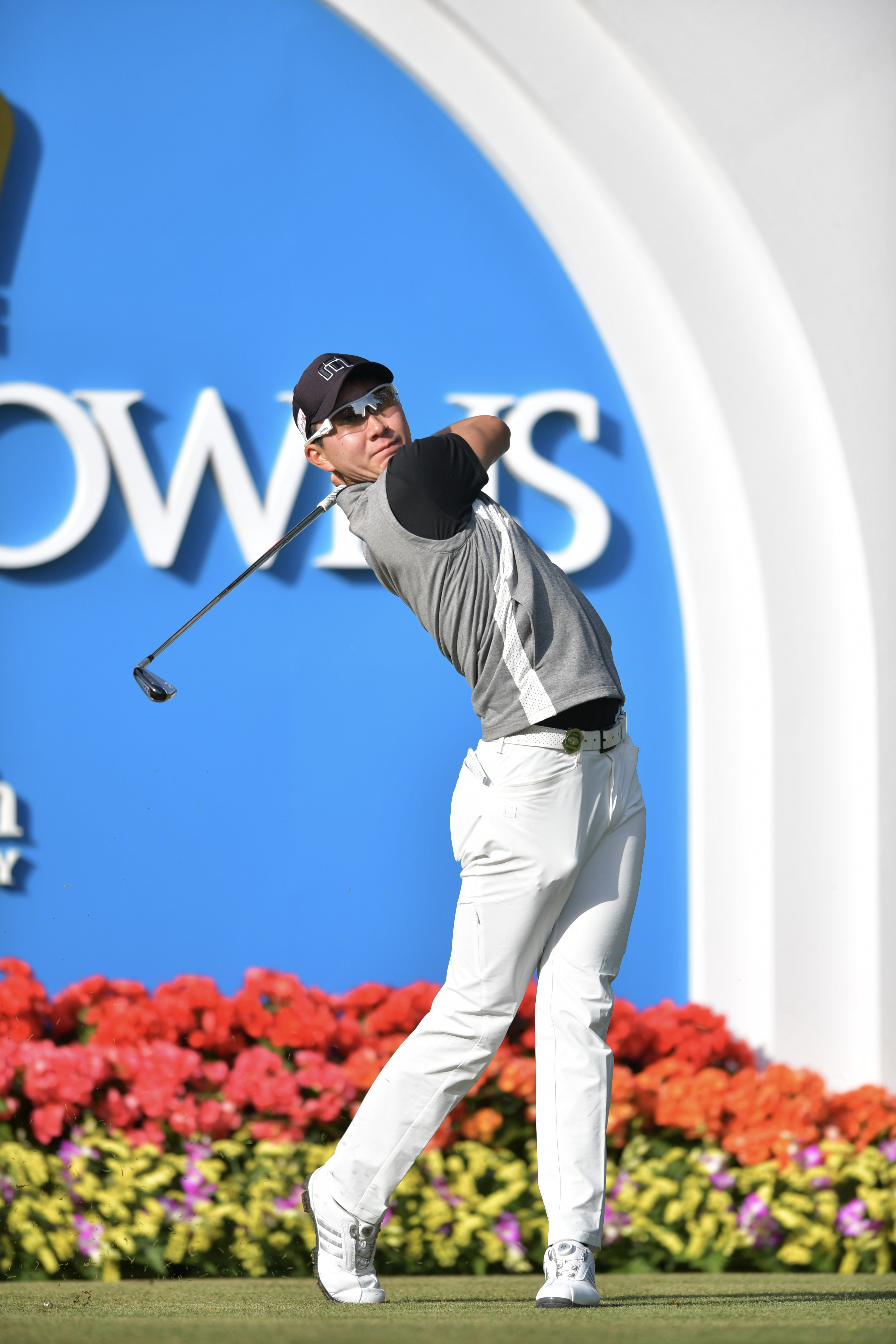
令和元年 第６０回 中日クラウンズにて

石塚 義将（いしづか よしまさ、1994年1月2日 - ）は、愛知県名古屋市出身のプロゴルファー。NPO法人日本障害者ゴルフ協会所属。中学時代をハワイ州にて在学しその後高校、大学をユタ州とアリゾナ州にて過ごす。21歳でプロテストに合格し現在はアメリカ下部ツアー予選などに参戦中。2015年からNPO法人日本障害者ゴルフ協会 名古屋・中部支部 支部長に就任。そして2020年から自身がデザイナーを務めるゴルフブランド榊PUTTERを設立。身長181cm。

## 幼少期
5歳の頃父の趣味で練習場に行ったのをきっかけにゴルフを始める。小学校時代はゴルフの他にスキーやアイススケートなどもやっていた。中学校は父の意志によりハワイ州の中学校に転入。高校は日本に帰ってくる予定だったはずだったが本人の意志によりアメリカ本土の高校に入学。

## 学生時代の戦歴
高校はユタ州のゴルフ部強豪校 Dixie High Schoolに在学し1年生からチームのレギュラーとしてチーム対抗試合に参戦し全米記録となる５連覇をチームで達成。その年のSt.GeorgeアマチュアやSand Hollow ウィンタージュニアクラシックを制し州対抗試合「Challenge CUP」代表選手に選ばれる。そして2010年UPGAよりMVP賞を受賞。その後アリゾナ州の高校に転入するもゴルフ部には入学せず高校時代を過ごす。その後17歳で１年早く大学に入学し大学でもチームには所属しなかった。

## プロ経歴
- 2015年 アメリカから帰国後PGAのプロテストに合格しプロに転向。
- 2018年 株式会社フロンティアの介護に所属し第59回中日クラウンズに初出場。
- 2019年 中日クラウンズに参戦するも令和初となるOBを記録してしまう。
- 2020年 NPO法人日本障害者ゴルフ協会の所属となりゴルフ総合マネジメント会社 座馬ゴルフとマネジメント契約。自身のYouTubeチャンネル「石塚義将のU.S.PGAチャレンジ」を開設。

## ゴルフブランド
有限会社榊原工機 社長 榊原崇氏とパターブランド「榊PUTTER」を設立し日本ではなく海外でプロデュース。本人が独自に設計を手掛けアメリカ、ヨーロッパ、インドネシア、シンガポールなどにブランドを展開。

## ボランティア活動
18歳の頃からNPO法人日本障害者ゴルフ協会のスタッフとして活動。19歳で協会の国際部ディレクターとして各国の協会との関係を築く。その後2015年名古屋・中部支部として支部を設立し障害者ゴルフの発展に貢献。